# Crepuscolo (Michelangelo)

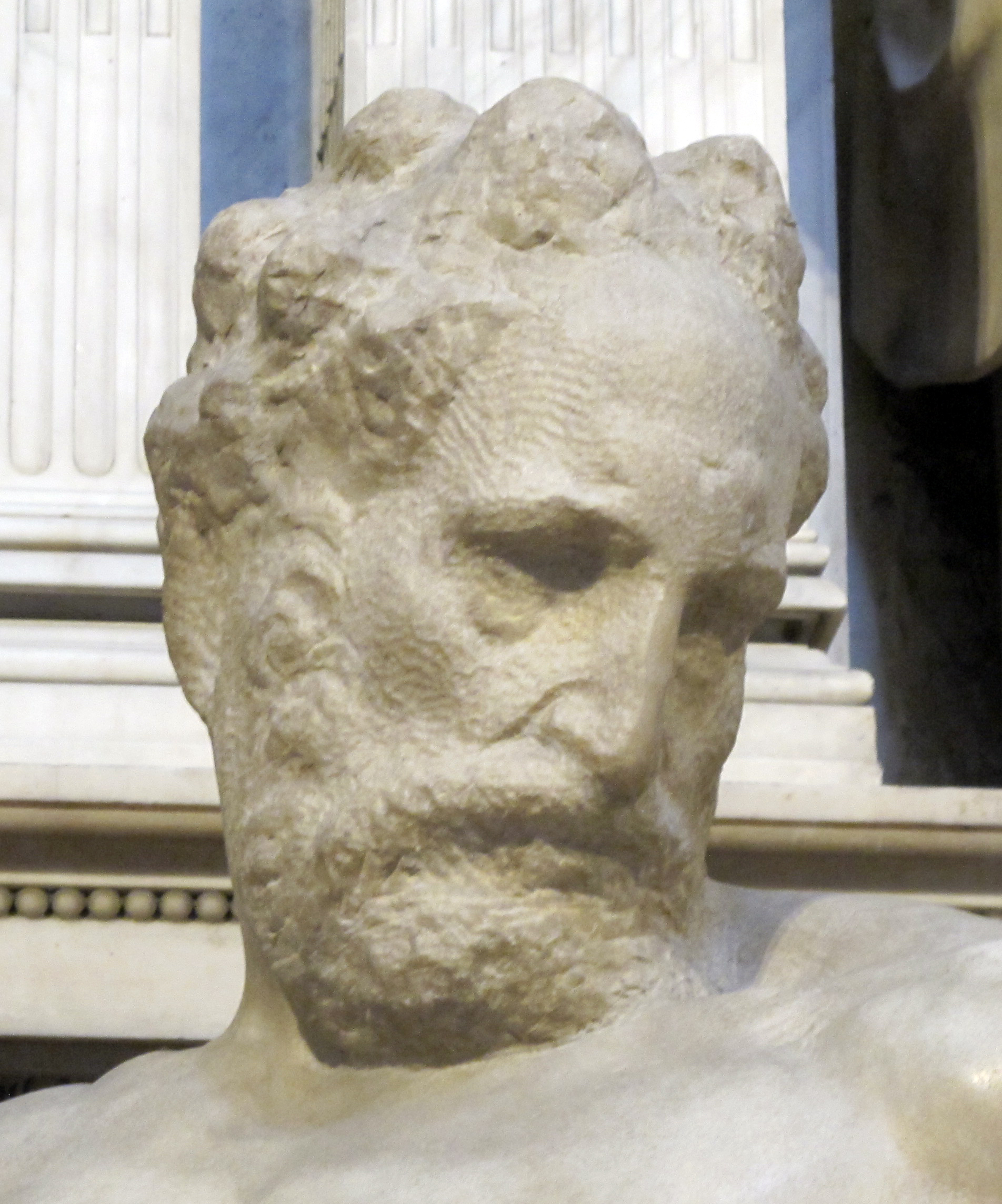
La testa

Il Crepuscolo è una scultura in marmo (155x170 cm, lunghezza massima in obliquo 195 cm) di Michelangelo Buonarroti, databile al 1524-1531 e facente parte della decorazione della Sagrestia Nuova in San Lorenzo a Firenze. In particolare è una delle quattro allegorie delle Parti della Giornata, e si trova a sinistra sul sarcofago della tomba di Lorenzo de' Medici duca di Urbino.

## Storia
Il Crepuscolo venne iniziato nella fase seguente la ripresa dei lavori alla Sagrestia, nel 1524, conclusa l'elezione di Clemente VII al soglio pontificio. Non si conosce la data di conclusione dell'opera, alla quale l'artista dovette mettere mano in maniera sostanziale dopo l'interruzione dovuta all'assedio di Firenze del 1531. Comunque rimase visibilmente "non-finita" nel 1534, anno della partenza definitiva di Michelangelo dalla città.

## Descrizione e stile
Il Crepuscolo, o Tramonto, è visto come una personificazione maschile, semidistesa e nuda, come le altre statue della serie. Essa ebbe come modello, forse, le divinità montane e fluviali sull'Arco di Settimio Severo a Roma. Se il suo pendant, l'Aurora è nell'atto di svegliarsi, il Crepuscolo dovrebbe coricarsi. Ha il corpo disteso con una gamba accavallata all'altra per un maggiore dinamismo, un braccio mollemente adagiato sulla coscia, a reggere un velo che ricade posteriormente, e l'altro puntato col gomito piegato per sorreggere la figura, le cui membra sembrano sul punto di posarsi stancamente. Il volto è barbuto e guarda pensosamente verso il basso.
Tra le varie letture iconologiche proposte, si è vista la statua come emblema del temperamento flemmatico o dell'elemento acqua o anche terra.